# 王云峰 (1954年)
王云峰（1954年—），男，汉族，河北阜城人，中华人民共和国政治人物，第十一届全国人民代表大会北京地区代表。
毕业于中央党校函授学院。中国共产党党员。2008年，当选为全国人大代表。2024年9月涉嫌严重违纪违法，接受北京市纪委监委纪律审查和监察调查。